# Stegidotea forcipes
Stegidotea forcipes är en kräftdjursart som beskrevs av Gary C.B. Poore 1991. Stegidotea forcipes ingår i släktet Stegidotea och familjen Chaetiliidae. Inga underarter finns listade i Catalogue of Life.